# Titanis
Titanis byl velký nelétavý dravý pták, vysoký až přes 2,5 m a vážící kolem 150 kg. Patřil do čeledi forusracidů, dravých ptáků, kteří obývali především jihoamerický kontinent v době paleogénu a neogénu. Titanis žil jako jediný zástupce čeledi v Severní Americe (kam se rozšířil po vynoření Panamské šíje v mladším miocénu), jeho fosilie jsou známé ze států Texas a Florida. Soudí se, že zde lovil menší savce a plazy, přičemž mohl vyvinout rychlost až 65 km/h.
Některé odhady hovořily o tom, že zde mohl přežít až do doby před 15 000 lety, novější výzkumy to však vyvracejí. Nikdy nebyla nalezena lebka, ta však byla nepochybně zakončena hákovitým zobákem. Titanis byl jedním z posledních, ne-li vůbec posledním, zástupcem své čeledi. Ještě větším forusracidem byl s výškou až 3,2 metru a hmotností do 250 kg starší rod Kelenken, žijící v období středního miocénu (asi před 15 miliony let) na území dnešní Argentiny.